# 힐로미스속
힐로미스속(Hylomys)은 고슴도치과에 속하는 작은 포유류 속의 하나이다. "김누라"(또는 "짐누라") 또는 "문랫" 등으로 알려져 있는 털고슴도치류이다. 가장 가까운 동물로는 멸종한 란타노테리움속(Lantanotherium), 타이아김누라속(Thaiagymnura)과 현존하는 하이난털고슴도치속, 땃쥐털고슴도치속의 고슴도치이다.
동남아시아와 동아시아에서 주로 발견된다.

## 하위 종
- † Hylomys engesseri Mein & Ginsburg, 1997
- 긴귀털고슴도치 또는 긴귀김누라, 긴귀짐누라 (Hylomys megalotis) Jenkins & M. F. Robinson, 2002
- 난쟁이털고슴도치 또는 드워프김누라, 드워프짐누라 (Hylomys parvus) Robinson & Kloss, 1916
- 짧은꼬리털고슴도치 또는 짧은꼬리김누라, 짧은꼬리짐누라, 작은짐누라 (Hylomys suillus) Müller, 1840